# Der Hahn im Korb
Der Hahn im Korb er en tysk stumfilm fra 1925 instrueret af Georg Jacoby.

## Medvirkende
- Reinhold Schünzel som Peter Abendrot
- Elga Brink som Käthe
- Maly Delschaft som Emma
- Frida Richard som Frau Abnendrot
- William Dieterle som Anton
- Sig Arno som Onkel Eli
- Harry Hardt som Lieblich
- Hugo Werner-Kahle
- Sophie Pagay